# こども世界ニュース
こども世界ニュース（こどもせかいニュース、「世界こどもニュース」とも）は、1962年4月2日から1979年3月30日まで日本教育テレビ（NET）→テレビ朝日で放送された児童向けの報道番組である。

## 概要
この番組は児童達が帰宅する時間に世界各地の情勢を分かり易く解説したり、世界各地の子供達の日常生活や風習などをフィルム映像で伝えるというものだった。番組開始当初はバンホーテンが協賛スポンサーだった関係上「バンホーテンこども世界ニュース」として放送されていた。1970年1月にANNが結成されてからは「ANNこども世界ニュース」に改題されていた。なおバンホーテンが降板後はタカトク（後のタカトクトイス）と東京電力の1日交代提供や、その東電やヨネザワ（現：セガ フェイブ）の全曜日一社提供になった。
使用されたテーマ音楽は、フランスの作曲家ドリーブのバレエ曲「コッペリア」からの抜粋だった。
1979年4月改編による、夕方のニュースの整理・統合（当番組と『朝日フラッシュニュース』を終了し、全国ニュースは『ANNニュースレーダー』、ローカル枠は『6時のサテライト』に集約）で終了となった。

## 放送時間
| 期間       | 期間       | 放送時間（日本時間） |
| ---------- | ---------- | -------------------- |
| 1962.04.02 | 1968.06.28 | 平日 18:05 - 18:10   |
| 1968.07.01 | 1971.04.02 | 平日 18:07 - 18:12   |
| 1971.04.05 | 1971.10.01 | 平日 18:00 - 18:05   |
| 1971.10.04 | 1972.03.31 | 平日 18:05 - 18:10   |
| 1972.04.03 | 1972.09.29 | 平日 18:35 - 18:40   |
| 1972.10.02 | 1974.03.29 | 平日 18:25 - 18:30   |
| 1974.04.01 | 1975.03.28 | 平日 17:15 - 17:20   |
| 1975.03.31 | 1975.09.26 | 平日 17:40 - 17:45   |
| 1975.09.29 | 1976.04.02 | 平日 16:05 - 16:10   |
| 1976.04.05 | 1976.09.30 | 平日 16:35 - 16:40   |
| 1976.10.01 | 1979.03.30 | 平日 17:45 - 17:50   |